# Зеленодольская улица (Москва)
Зеленодо́льская у́лица (с 1960 по 20 мая 1964 года — Ки́ровский прое́зд (Ново-Кузьми́нки)) — улица в Юго-Восточном административном округе города Москвы на территории района Кузьминки и Рязанского района.

## История
Улица получила современное название в честь приволжского города Зеленодольска в республике Татарстан в связи со своим расположением на юго-востоке Москвы. С 1960 года до 20 мая 1964 года носила название Ки́ровский прое́зд (Ново-Кузьми́нки).

## Расположение
Зеленодольская улица проходит от Рязанского проспекта на юг, пересекает 1-ю Новокузьминскую улицу, поворачивает на юго-запад, с северо-запада к ней примыкает 12-я Новокузьминская улица, затем Зеленодольская улица пересекает улицу Фёдора Полетаева и проходит далее, с запада к ней примыкает Зеленодольский проезд, Зеленодольская улица поворачивает на юг, с востока к ней примыкает улица Шумилова, затем Зеленодольская улица пересекает Волгоградский проспект и проходит до улицы Юных Ленинцев. Между Волгоградским проспектом, Жигулёвской улицей и Зеленодольской улицей расположена площадь Славы. Нумерация домов начинается от Рязанского проспекта.

## Примечательные здания и сооружения
По нечётной стороне:
- д. 7, к. 4 — школа № 899;
- д. 9, к. 4 — детский сад № 755;
- д. 13, к. 3 — детский сад № 339;
- д. 15, к. 4 — детский санаторий № 65;
- д. 31 — многоэтажный жилой дом с башенкой (1996—1998);
- д. 33, кк. 1, 2 — школа № 1208 имени Героя Советского Союза М. С. Шумилова (корпуса №№ 1, 2).

По чётной стороне:
- д. 32, к. 6 — гимназия № 1599;
- д. 40 — торговый центр «Будапешт»;
- д. 42 — ТРЦ «Кузьминки Молл».

## Транспорт

### Автобус
- 143: от Волгоградского проспекта до Зеленодольского проезда.
- 569: от Волгоградского проспекта до Зеленодольского проезда.
- 658: от улицы Юных Ленинцев до Волгоградского проспекта.
- Вк: от улицы Юных Ленинцев до Волгоградского проспекта и от Зеленодольского проезда до улицы Фёдора Полетаева.
- Вч: от улицы Фёдора Полетаева до Зеленодольского проезда и от улицы Юных Ленинцев до Волгоградского проспекта.
- т74: от улицы Юных Ленинцев до Волгоградского проспекта.

### Метро
- Станция метро «Кузьминки» Таганско-Краснопресненской линии — на пересечении с Волгоградским проспектом.
- Станция метро «Рязанский проспект» Таганско-Краснопресненской линии — у северо-восточного конца улицы, на Рязанском проспекте.